# 碧螺虾仁
碧螺虾仁是中国苏州苏帮菜的著名传统菜式。用鲜活小河虾剥出虾仁，洗净沥干水分，加精盐、蛋清、淀粉过油，再加碧螺春茶叶冲泡的茶水略炒，点缀茶叶即成。